# Canale-di-Verde
Canale-di-Verde (en cors Canale di Verde) és un municipi sota l'estat francès, situat a Còrsega, al departament d'Alta Còrsega. L'any 1999 tenia 335 habitants.

## Demografia
| 1962 | 1968 | 1975 | 1982 | 1990 | 1999 |
| ---- | ---- | ---- | ---- | ---- | ---- |
| 215  | 215  | 330  | 356  | 275  | 335  |

## Administració
| Període | Identitat              | Partit | Qualitat |  |
| ------- | ---------------------- | ------ | -------- |  |
| 2001-   | Marie Laetitia Casalta |        |          |  |